# Sołonycia (rejon łubieński)
Sołonycia (ukr. Солониця) – wieś na Ukrainie, w obwodzie połtawskim, w rejonie łubieńskim. W 2001 roku liczyła 1002 mieszkańców.